# Petit Pol
Pour les articles homonymes, voir Pol.
Petit Pol est un village du Cameroun situé dans la région de l’Est, le département du Haut-Nyong et l'arrondissement (commune) de Dimako.

## Population
En 1965-1966, on y a dénombré 496 habitants, principalement des Akpwakoum. À cette date le village disposait d'un marché périodique, d'un dispensaire public et d'une école publique à cycle incomplet.
Lors du recensement de 2005, la localité comptait 759 habitants.